# Barton Zwiebach

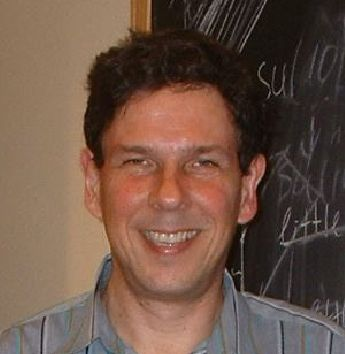
Barton Zwiebach (2003)

Barton Zwiebach (* 4. Oktober 1954 in Lima) ist ein peruanischer theoretischer Physiker. Er ist Professor am Massachusetts Institute of Technology und arbeitet auf dem Gebiet der Quantengravitation und Feldtheorie.
Sein Studium absolvierte Zwiebach in seinem Heimatland Peru und beendete es 1977 an der Universidad Nacional de Ingenería mit einem Abschluss in Elektrotechnik.
Er wurde 1983 am California Institute of Technology bei Murray Gell-Mann promoviert. Anschließend war er Postdoc an der University of California und am MIT, wo er 1987 Assistenzprofessor und 1994 Professor wurde.

## Werke
- A First Course in String Theory. Cambridge University Press, 2004, ISBN 0-521-83143-1.
- Veröffentlichungen von Barton Zwiebach bei SPIRES
- Barton Zwiebach. In: arXiv.org